# Ozodes malthinoides
Ozodes malthinoides là một loài bọ cánh cứng trong họ Cerambycidae.